# Nat Adderley
Pour les articles homonymes, voir Adderley (homonymie).
Nathaniel “Nat” Adderley (né à Tampa en Floride le 25 novembre 1931, mort à Lakeland (Floride), Floride le 2 janvier 2000) est un cornettiste et compositeur de jazz américain.
De son vrai nom Nathaniel Carlyle Adderley, il est le frère cadet du saxophoniste Julian “Cannonball” Adderley et le père du pianiste Nat Adderley Jr.

## Biographie
Il commence à pratiquer la trompette avant d'adopter définitivement le cornet en 1950. 
De 1951 à 1953, il joue - comme d'ailleurs son frère - dans un orchestre militaire, le "36th Army Band". De 1954 à 1955, il fait partie du big band de Lionel Hampton.
En 1956, il rejoint, pour un an, le quintette de son frère aîné. Entre 1957 et 1958, il joue dans la formation de Jay Jay Johnson, puis, en 1959, dans le big band de Woody Herman.
De 1959 à 1975, il co-dirige le groupe (quintette ou sextuor) de son frère aîné, « Cannonball ». Cette formation, très représentative du jazz hard bop et du soul jazz, connaît un grand succès. On y voit passer des musiciens comme Yusef Lateef, Wynton Kelly, Joe Zawinul, George Duke, etc.
En 1975, après la mort de son frère, Nat Adderley dirige ses propres groupes dans lesquels l'on peut entendre, au fil des années, des musiciens comme Johnny Griffin, Sonny Fortune, Vincent Herring, ou Antonio Hart (en).
La popularité de son frère « Cannonball » a mis la carrière de Nat Adderley un peu dans l'ombre de celle de son aîné, même s'il a enregistré de nombreux disques sous son nom. Nat Adderley était pourtant un excellent soliste, un des rares spécialistes du cornet en jazz moderne, et un habile compositeur de thèmes. Des titres comme « Work Song », « Jive samba » ou « The Old country » sont devenus des standards du jazz. « Work Song » a notamment été reprise et adaptée en français par Claude Nougaro sous le titre « Sing Sing Song ».
Comme son frère, Nat Adderley était diabétique. Il est amputé d'une jambe en 1997 à cause des complications de cette maladie, dont il meurt 3 ans plus tard.

## Discographie

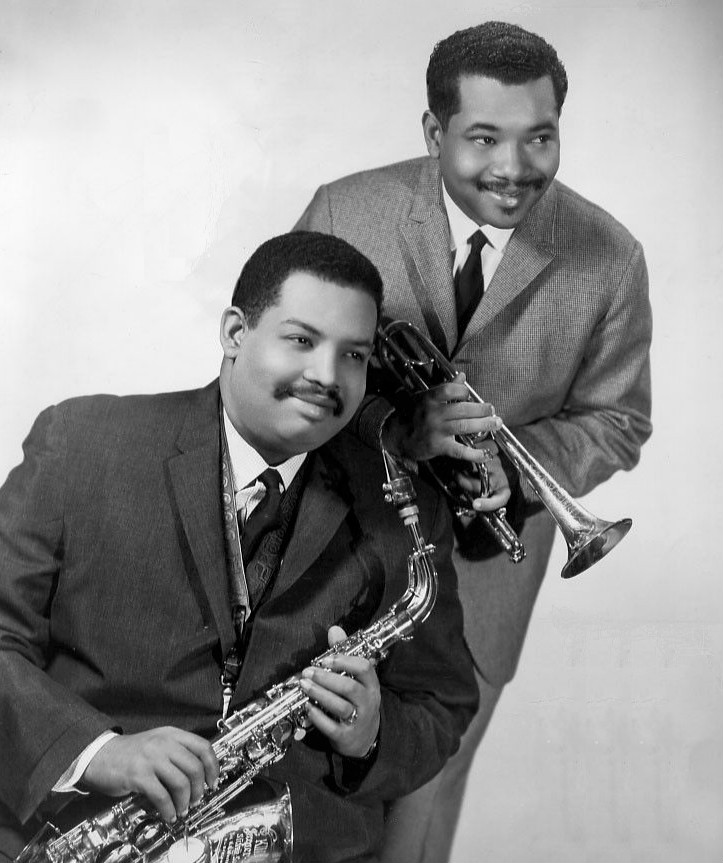
« Cannonball » et Nat Adderley en 1966.

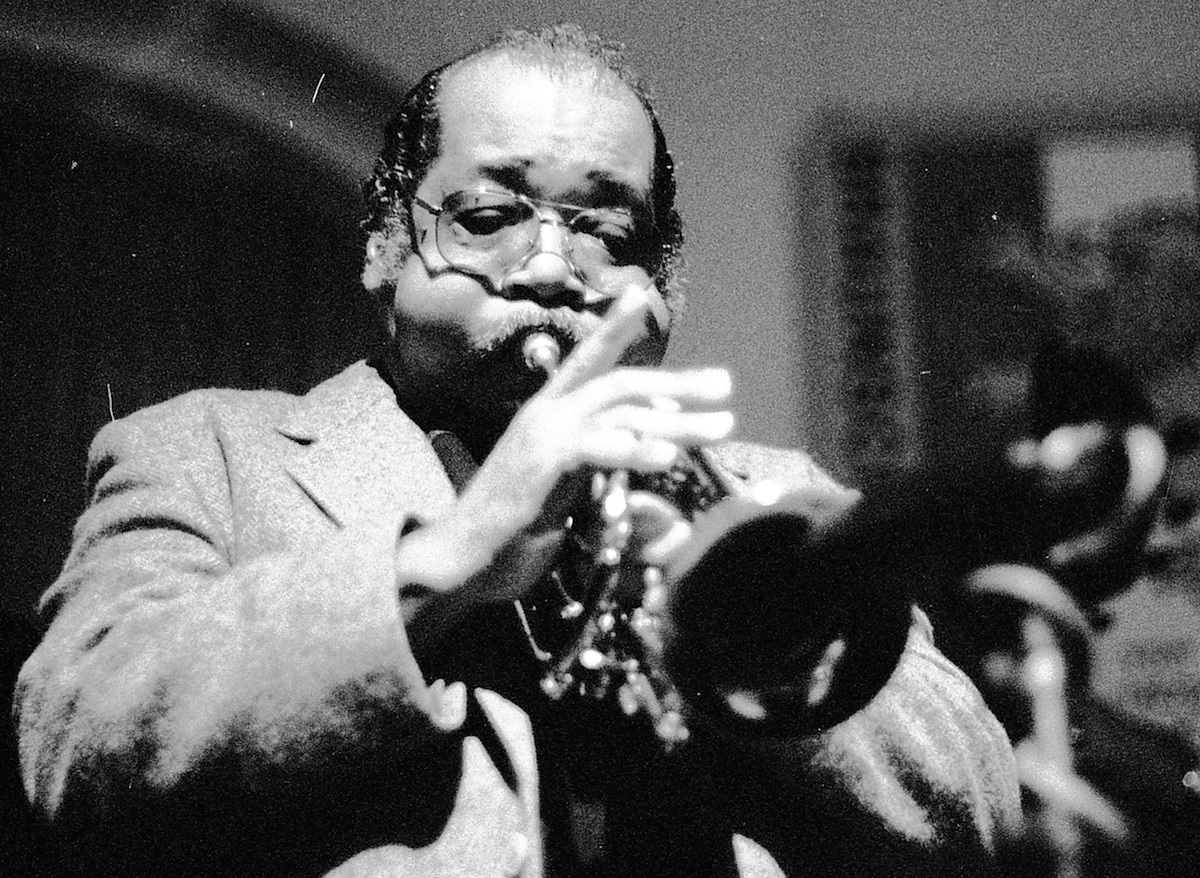
Nat Adderley en 1993.

### En tant que leader
- That's Nat Adderley (1955) (Savoy)
- Introducing Nat Adderley (1955) (EmArcy)
- To the Ivy League from Nat (1956) (EmArcy)
- Branching out (1958) (Riverside/OJC)
- Much brass (1959) (Original Jazz Classics)
- Work song  (1960) (Riverside/OJC)
- That's right!: Nat Adderley & the big sax section (1960) (Riverside/OJC)
- Naturally! (1961) (Jazzland)
- In the Bag (1962) (Jazzland/OJC)
- Little big horn (1963) (Riverside)
- Natural soul (1963) (Milestone)
- Autobiography (1964) (Atlantic)
- Sayin' somethin' (1966) (Atlantic)
- Live at Memory Lane (1966) (Atlantic)
- The scavenger (1968) (Milestone)
- You baby (1968) (A&M)
- Calling out loud (1968) (A&M)
- Love, sex and the zodiac (1970) (Fantasy)
- Soul of the bible (1972) (Capitol)
- The soul zodiac (1972) (Capitol)
- Double exposure (1974) (Prestige)
- Don't look back (1976) (Inner City)
- Hummin' (1976) (Little David)
- A little New York midtown music (1978) (Galaxy)
- Blue autumn [live] (1982) (Evidence)
- On the move [live] (1982) (Theresa)
- We remember cannon (1989) (In & Out)
- Autumn leaves [live] (1990) (Evidence)
- Work song [Peter Pan] [live] (1990) (Peter Pan)
- Talkin' about you (1990) (Landmark)
- The old country (1990) (Enja)
- Workin' (1992) (Timeless)
- Working (1993) (Sound Service)
- Good company (1994) (Jazz Challenge)
- Live at the 1994 Floating Jazz Festival (1994) (Chiaroscuro)
- Live on Planet Earth (1995) (Westwind)

### Comme sideman
| Avec Cannonball Adderley - Presenting Cannonball Adderley (Savoy, 1955) - Julian "Cannonball" Adderley (Emarcy, 1955) - In the Land of Hi-Fi with Julian Cannonball Adderley (Emarcy, 1956) - Sophisticated Swing (Emarcy, 1957) - Cannonball Enroute (Mercury, 1957) - Cannonball's Sharpshooters (Mercury, 1958) - The Cannonball Adderley Quintet in San Francisco (Riverside, 1959) - Them Dirty Blues (Riverside, 1960) - The Cannonball Adderley Quintet at the Lighthouse (Riverside, 1960) - African Waltz (Riverside, 1961) – recorded in 1957 - The Cannonball Adderley Quintet Plus (Riverside, 1961) - Nancy Wilson/Cannonball Adderley (Capitol, 1962) – recorded in 1961 - The Cannonball Adderley Sextet in New York (Riverside, 1962) - Cannonball in Europe! (Riverside, 1962) - Jazz Workshop Revisited (Riverside, 1962) - Autumn Leaves (Riverside, 1963) - Nippon Soul (Riverside, 1963) - The Sextet (Milestone, 1982) – recorded in 1962–63 - Cannonball Adderley Live! (Capitol, 1964) - Live Session! (Capitol, 1964) - Cannonball Adderley's Fiddler on the Roof (Capitol, 1964) - Domination (Capitol, 1965) - Great Love Themes (Capitol, 1966) - Mercy, Mercy, Mercy! Live at "The Club" (Capitol, 1966) - Cannonball in Japan (Capitol, 1966) - 74 Miles Away (Capitol, 1967) - Why Am I Treated So Bad! (Capitol, 1967) - In Person (Capitol, 1968) - Accent on Africa (Capitol, 1968) - Radio Nights (Night/Virgin, 1968) - Country Preacher (Capitol, 1969) - The Cannonball Adderley Quintet & Orchestra (Capitol, 1970) - The Price You Got to Pay to Be Free (Capitol, 1970) - The Happy People (Capitol, 1972) – recorded in 1970 - The Black Messiah (Capitol, 1971) - Music You All (Capitol, 1976) – recorded in 1972 - Inside Straight (Fantasy, 1973) – live - Love, Sex, and the Zodiac (Fantasy, 1974) – recorded in 1970 - Pyramid (Fantasy, 1974) - Phenix (Fantasy, 1975) - Big Man: The Legend of John Henry (Fantasy, 1975)[2LP] - Lovers (Fantasy, 1976) – recorded in 1975 - Money in the Pocket (Capitol, 2005) – recorded in 1966 | Avec Gene Ammons - Gene Ammons and Friends at Montreux (Prestige, 1973) – live - Goodbye (Prestige, 1974) Avec Jimmy Heath - The Thumper (Riverside, 1960) – recorded in 1959 - Really Big! (Riverside, 1960) Avec J. J. Johnson - J. J. in Person! (Columbia, 1958) - Really Livin' (Columbia, 1959) - The Yokohama Concert (Pablo Live, 1978) – live recorded in 1977 - Chain Reaction: Yokohama Concert, Vol. 2 (Pablo, 2002) – recorded in 1977 Avec Philly Joe Jones - Blues for Dracula (Riverside, 1958) - Philly Mignon (Galaxy, 1978) – recorded in 1977 Avec Sam Jones - The Soul Society (Riverside, 1960) - The Chant (Riverside, 1961) Avec King Curtis - The New Scene of King Curtis (New Jazz, 1960) - as Little Brother - Soul Meeting (Prestige, 1960) Avec Oliver Nelson - Encyclopedia of Jazz (Verve, 1967) – recorded in 1965-66 - The Sound of Feeling (Verve, 1968) – recorded in 1966-67 Avec d'autres - Kenny Burrell, Ellington Is Forever Volume Two (Fantasy, 1977) – recorded in 1975 - Charlie Byrd, Top Hat (Fantasy, 1975) - James Clay, A Double Dose of Soul (Riverside, 1960) - Victor Feldman, Soviet Jazz Themes (Äva, 1963) – recorded in 1962 - Red Garland, Red Alert (Galaxy, 1978) – recorded in 1977 - Benny Golson, That's Funky (Meldac Jazz, 1995) – recorded in 1994 - Paul Gonsalves, Gettin' Together!, 1960 - Bennie Green and Gene Ammons, The Swingin'est (Vee-Jay, 1958) - Johnny Griffin, White Gardenia (Riverside, 1961) - Louis Hayes, Louis Hayes (Vee-Jay, 1960) - Milt Jackson, Big Bags (Riverside, 1962) - Budd Johnson, Budd Johnson and the Four Brass Giants (Riverside, 1960) - Quincy Jones, I/We Had a Ball (Limelight, 1965) – recorded in 1964-65 - Wynton Kelly, Kelly Blue (Riverside, 1959) - Sal Nistico, Heavyweights (Jazzland, 1962) – recorded in 1961 - Sonny Rollins, Sonny Rollins and the Big Brass (MetroJazz, 1958) - A. K. Salim, Blues Suite (Savoy, 1958) - Eddie "Cleanhead" Vinson, Back Door Blues (Riverside, 1962) – recorded in 1961-62 - Don Wilkerson, The Texas Twister (Riverside, 1960) - Joe Williams, Joe Williams Live (Fantasy, 1973) – live |